# Hannöversche Südbahn
| Streckennummer (DB): | 1732 1817 Edesheim (Leine) – Edesheim (L.) Süd 1800 Göttingen – Grone 000 (Eingleisige Strecke Grone) |                                               |                                               |
| Kursbuchstrecke (DB): | 350 Hannover Hbf–Göttingen Siekweg 360.4 Hannover Hbf–Barnten 611 Hann. Münden–Kassel Hbf (ex 250, 257, 600) |                                               |                                               |
| Kursbuchstrecke: | 180 (Hannover Hbf – Göttingen 1934) 191, 191a (H Hbf – H Bismarckstraße 1934) 192 (Nordstemmen – Elze (Han) 1934) 179a (Göttingen – Hann Münden 1934) 177, 180 (Hann Münden – Kassel Hbf 1934) 202 (Hannover Hbf – Göttingen 1946) 213 (Nordstemmen – Elze (Han) 1946) 202a (Göttingen – Hann Münden 1946) 202 (Hann Münden – Kassel Hbf 1946) |                                               |                                               |
| Streckenlänge: | 166 km |                                               |                                               |
| Spurweite: | 1435 mm (Normalspur) |                                               |                                               |
| Streckenklasse: | D4 |                                               |                                               |
| Stromsystem: | 15 kV 16,7 Hz ~ |                                               |                                               |
| Streckengeschwindigkeit: | 160 km/h |                                               |                                               |
| Zugbeeinflussung: | PZB |                                               |                                               |
| Zweigleisigkeit: | durchgehend |                                               |                                               |
| | |                                               |                                               |
| \| \| \| von Celle \| \| \| \| \| von Minden \| \| \| \| \| von Seelze (S-Bahn) \| \| \| \| 0,0 \| Hannover Hbf ⊙ \| Hannover Hbf ⊙ \| \| \| \| nach Lehrte \| \| \| \| \| ehem. nach Hannover Hbf Pferdeturm (Bbf) \| \| \| \| \| Hannover Lokalbf Hannover-Altenbekener \| \| \| \| \| Hannover Südbf (Gbf, 1880~1995) \| \| \| \| \| ehem. Trasse nach Altenbeken (bis 1909) \| \| \| \| 3,1 \| Hannover Bismarckstraße ⊙ \| Hannover Bismarckstraße ⊙ \| \| \| 3,6 \| Abzw Hannover Bismarckstraße (SFS) \| Abzw Hannover Bismarckstraße (SFS) \| \| \| \| nach Altenbeken \| \| \| \| \| Güterumgehungsbahn Hannover \| \| \| \| 7,0 \| Hannover-Wülfel (bis 1977 Pbf) \| Hannover-Wülfel (bis 1977 Pbf) \| \| \| \| Hannover Messebahnhof (1953–1998) \| \| \| \| 8,0 \| Hannover Messe/Laatzen ⊙ \| Hannover Messe/Laatzen ⊙ \| \| \| 11,9 \| Rethen (Leine) ⊙ \| Rethen (Leine) ⊙ \| \| \| \| SFS nach Würzburg \| \| \| \| \| Innerste \| \| \| \| 18,4 \| Sarstedt ⊙ \| Sarstedt ⊙ \| \| \| 21,4 \| Schnellfahrstrecke Hannover–Würzburg \| Schnellfahrstrecke Hannover–Würzburg \| \| \| 22,8 \| Barnten ⊙ \| Barnten ⊙ \| \| \| \| nach Hildesheim \| \| \| \| 26,5 \| Nordstemmen (Keilbahnhof) ⊙ \| Nordstemmen (Keilbahnhof) ⊙ \| \| \| \| Leine \| \| \| \| 29,7 \| Poppenburg \| Poppenburg \| \| \| 32,9 \| Elze (Han) ⊙ \| Elze (Han) ⊙ \| \| \| 32,9 \| ehem. nach Bodenburg \| ehem. nach Bodenburg \| \| \| 32,9 \| nach Hameln \| nach Hameln \| \| \| \| Riehe \| \| \| \| 39,0 \| Banteln ⊙ \| Banteln ⊙ \| \| \| 42,2 \| Brüggen (Han) ⊙ \| Brüggen (Han) ⊙ \| \| \| 45,8 \| Godenau (früher Pers.-Halt) ⊙ \| Godenau (früher Pers.-Halt) ⊙ \| \| \| 49,8 \| Alfeld (Leine) ⊙ \| Alfeld (Leine) ⊙ \| \| \| \| Leine \| \| \| \| 58,7 \| Freden (Leine) ⊙ \| Freden (Leine) ⊙ \| \| \| \| von Börßum \| \| \| \| 68,8 \| Kreiensen (Keilbahnhof) ⊙ \| Kreiensen (Keilbahnhof) ⊙ \| \| \| \| ehem. nach Osterode \| \| \| \| \| nach Holzminden \| \| \| \| 76,8 \| von Einbeck Mitte \| von Einbeck Mitte \| \| \| 76,8 \| Einbeck-Salzderhelden ⊙ \| Einbeck-Salzderhelden ⊙ \| \| \| 82,4 \| Edesheim (Leine) ⊙ \| Edesheim (Leine) ⊙ \| \| \| \| SFS von Hannover \| \| \| \| \| A 7 \| \| \| \| 85,0 \| Edesheim (Leine) (Abzw; SFS und NSS) \| Edesheim (Leine) (Abzw; SFS und NSS) \| \| \| 86,2 \| Edesheim (Leine) Süd (Abzw) \| Edesheim (Leine) Süd (Abzw) \| \| \| \| SFS nach Würzburg (SFS umfährt Northeim) \| \| \| \| \| Rhume (Rhumebrücke (91 m)) \| \| \| \| \| von Nordhausen \| \| \| \| 88,6 \| Northeim (Han) (Keilbahnhof) ⊙ \| Northeim (Han) (Keilbahnhof) ⊙ \| \| \| 89,4 \| Northeim (Han) Gbf \| Northeim (Han) Gbf \| \| \| \| nach Ottbergen \| \| \| \| 92,0 \| Sudheim ⊙ \| Sudheim ⊙ \| \| \| \| SFS von Hannover (SFS umfährt Northeim) \| \| \| \| \| B 3 \| \| \| \| 97,8 \| Nörten-Hardenberg ⊙ \| Nörten-Hardenberg ⊙ \| \| \| \| ehem. Strecke zum Kalischacht Reyershausen \| \| \| \| 101,7 \| Bovenden ⊙ \| Bovenden ⊙ \| \| \| \| Bovender Deckel (400 m)[2] \| \| \| \| \| von Bodenfelde, ehem. eigenes Gleis \| \| \| \| 105,4 \| Göttingen Gbf Nord (ehem. Einfahrgruppe) \| Göttingen Gbf Nord (ehem. Einfahrgruppe) \| \| \| \| B 27 (ehem. Bundesautobahn 388) \| \| \| \| 106,6 \| Göttingen Gbf \| Göttingen Gbf \| \| \| 108,1 \| Göttingen ⊙ \| Göttingen ⊙ \| \| \| \| B 3 \| \| \| \| \| ehem. Gartetalbahn n. Duderstadt (Schmalspur) \| \| \| \| \| ehem. Trasse nach Bebra (bis 1922) \| \| \| \| \| Leine \| \| \| \| \| nach Bebra (ab 1922) \| \| \| \| (110,6) \| Göttingen-Siekweg (Abzw) \| Göttingen-Siekweg (Abzw) \| \| \| \| SFS nach Würzburg \| \| \| \| 112,1 \| A 7 \| A 7 \| \| \| 113,0 \| B 3 (Dransfelder Str.) \| B 3 (Dransfelder Str.) \| \| \| 113,1 \| Groß Ellershausen \| Groß Ellershausen \| \| \| 114,8 \| B 3 \| B 3 \| \| \| 119,2 \| B 3 (Rischenkrug) \| B 3 (Rischenkrug) \| \| \| 123,2 \| Basaltwerk \| Basaltwerk \| \| \| 123,6 \| Raiffeisen \| Raiffeisen \| \| \| 123,8 \| Dransfeld ⊙ \| Dransfeld ⊙ \| \| \| 128,0 \| Wellersen B 3 (Bk) \| Wellersen B 3 (Bk) \| \| \| 132,1 \| Oberscheden ⊙ \| Oberscheden ⊙ \| \| \| 135,9 \| Volkmarshäuser Tunnel (325 m)[2] \| Volkmarshäuser Tunnel (325 m)[2] \| \| \| 136,2 \| Volkmarshausen \| Volkmarshausen \| \| \| 140,5 \| Münden Nord ⊙ \| Münden Nord ⊙ \| \| \| 140,8 \| Privatanschluss \| Privatanschluss \| \| \| 141,0 \| Hafenbahn Weserumschlagstelle \| Hafenbahn Weserumschlagstelle \| \| \| 141,3 \| Werratalbrücke Münden und B 80 \| Werratalbrücke Münden und B 80 \| \| \| 142,0 \| Strecke von Halle (Saale) \| Strecke von Halle (Saale) \| \| \| 142,0 \| Hann Münden ⊙ \| Hann Münden ⊙ \| \| \| 144,8 \| Bonaforth (Anst) \| Bonaforth (Anst) \| \| \| 148,7 \| Wilhelmshausen ⊙ \| Wilhelmshausen ⊙ \| \| \| 151,4 \| Staufenberg-Speele⊙ (ehem. Speele) \| Staufenberg-Speele⊙ (ehem. Speele) \| \| \| 155,2 \| Kragenhof ⊙ \| Kragenhof ⊙ \| \| \| \| Fulda, Landesgrenze Niedersachsen–Hessen \| \| \| \| \| SFS von Hannover (höhenfrei) \| \| \| \| 157,6 \| Fuldatal-Ihringshausen ⊙ \| Fuldatal-Ihringshausen ⊙ \| \| \| \| nach Espenau-Mönchehof (höhenfrei, gepl.) \| \| \| \| 161,3 \| Vellmar-Niedervellmar (Abzw Hp) ⊙ \| Vellmar-Niedervellmar (Abzw Hp) ⊙ \| \| \| \| Verbindungsstrecke von Warburg \| \| \| \| \| Abzw. Kassel Nordwest \| \| \| \| 162,4 \| Kassel Rbf Nord \| Kassel Rbf Nord \| \| \| 163,8 \| Kassel Rbf \| Kassel Rbf \| \| \| \| SFS nach Würzburg \| \| \| \| \| Güterstrecke nach Kassel-Unterstadt \| \| \| \| \| von Kassel-Wilhelmshöhe \| \| \| \| \| von Warburg \| \| \| \| \| Systemwechsel 15 kV~ / 600 V= \| \| \| \| 166,2 \| Kassel Hbf ⊙ \| Kassel Hbf ⊙ \| \| \| \| RegioTram Kassel \| \| | |                                               |                                               |
| | | von Celle                                     |                                               |
| Kreuzung geradeaus unten · Strecke von rechts | | von Minden                                    | von Minden                                    |
| Strecke von rechts · Strecke · Strecke | | von Seelze (S-Bahn)                           | von Seelze (S-Bahn)                           |
| S-Bahnhof · Bahnhof · S-Bahnhof | 0,0 | Hannover Hbf ⊙                                | Hannover Hbf ⊙                                |
| Verschwenkung von links (Strecke außer Betrieb) · Verschwenkung von rechts · Verschwenkung von rechts · Verschwenkung von rechts | | nach Lehrte                                   | nach Lehrte                                   |
| Abzweig geradeaus und von links (Strecke außer Betrieb) · Kreuzung geradeaus oben (Querstrecke außer Betrieb) · Kreuzung geradeaus oben (Querstrecke außer Betrieb) · Abzweig ehemals quer und nach links | | ehem. nach Hannover Hbf Pferdeturm (Bbf)      | ehem. nach Hannover Hbf Pferdeturm (Bbf)      |
| Bahnhof (Strecke außer Betrieb) · Strecke · Strecke | | Hannover Lokalbf Hannover-Altenbekener        | Hannover Lokalbf Hannover-Altenbekener        |
| Verschwenkung nach links (Strecke außer Betrieb) · Verschwenkung nach rechts · Verschwenkung nach rechts | | Hannover Südbf (Gbf, 1880~1995)               | Hannover Südbf (Gbf, 1880~1995)               |
| Abzweig geradeaus und ehemals nach rechts · Strecke | | ehem. Trasse nach Altenbeken (bis 1909)       | ehem. Trasse nach Altenbeken (bis 1909)       |
| S-Bahnhof · S-Bahnhof | 3,1 | Hannover Bismarckstraße ⊙                     | Hannover Bismarckstraße ⊙                     |
| Verschwenkung von links · Verschwenkung von links · Verschwenkung von rechts | 3,6 | Abzw Hannover Bismarckstraße (SFS)            | Abzw Hannover Bismarckstraße (SFS)            |
| Abzweig geradeaus und nach rechts · Strecke · Strecke | | nach Altenbeken                               | nach Altenbeken                               |
| Kreuzung geradeaus unten · Kreuzung geradeaus unten · Kreuzung geradeaus unten | | Güterumgehungsbahn Hannover                   | Güterumgehungsbahn Hannover                   |
| Strecke · Dienststation / Betriebs- oder Güterbahnhof · Dienststation / Betriebs- oder Güterbahnhof | 7,0 | Hannover-Wülfel (bis 1977 Pbf)                | Hannover-Wülfel (bis 1977 Pbf)                |
| Strecke · Strecke · Abzweig geradeaus und ehemals nach links · Kopfbahnhof Streckenende und quer (Strecke außer Betrieb) | | Hannover Messebahnhof (1953–1998)             | Hannover Messebahnhof (1953–1998)             |
| S-Kopfbahnhof Streckenende · Bahnhof · S-Bahnhof | 8,0 | Hannover Messe/Laatzen ⊙                      | Hannover Messe/Laatzen ⊙                      |
| Strecke · Bahnhof mit S-Bahn-Halt | 11,9 | Rethen (Leine) ⊙                              | Rethen (Leine) ⊙                              |
| Verschwenkung nach rechts | | SFS nach Würzburg                             | SFS nach Würzburg                             |
| Brücke über Wasserlauf | | Innerste                                      | Innerste                                      |
| Bahnhof mit S-Bahn-Halt | 18,4 | Sarstedt ⊙                                    | Sarstedt ⊙                                    |
| Kreuzung geradeaus unten | 21,4 | Schnellfahrstrecke Hannover–Würzburg          | Schnellfahrstrecke Hannover–Würzburg          |
| Bahnhof mit S-Bahn-Halt | 22,8 | Barnten ⊙                                     | Barnten ⊙                                     |
| Abzweig geradeaus, nach links und von links · Strecke quer | | nach Hildesheim                               | nach Hildesheim                               |
| Bahnhof | 26,5 | Nordstemmen (Keilbahnhof) ⊙                   | Nordstemmen (Keilbahnhof) ⊙                   |
| Brücke über Wasserlauf | | Leine                                         | Leine                                         |
| ehemaliger Haltepunkt / Haltestelle | 29,7 | Poppenburg                                    | Poppenburg                                    |
| Bahnhof | 32,9 | Elze (Han) ⊙                                  | Elze (Han) ⊙                                  |
| Abzweig geradeaus und ehemals nach links | 32,9 | ehem. nach Bodenburg                          | ehem. nach Bodenburg                          |
| Abzweig geradeaus und nach rechts | 32,9 | nach Hameln                                   | nach Hameln                                   |
| Brücke über Wasserlauf | | Riehe                                         | Riehe                                         |
| Bahnhof | 39,0 | Banteln ⊙                                     | Banteln ⊙                                     |
| ehemaliger Haltepunkt / Haltestelle | 42,2 | Brüggen (Han) ⊙                               | Brüggen (Han) ⊙                               |
| Dienststation / Betriebs- oder Güterbahnhof | 45,8 | Godenau (früher Pers.-Halt) ⊙                 | Godenau (früher Pers.-Halt) ⊙                 |
| Bahnhof | 49,8 | Alfeld (Leine) ⊙                              | Alfeld (Leine) ⊙                              |
| Brücke über Wasserlauf | | Leine                                         | Leine                                         |
| Bahnhof | 58,7 | Freden (Leine) ⊙                              | Freden (Leine) ⊙                              |
| Strecke · Strecke von links | | von Börßum                                    | von Börßum                                    |
| Bahnhof · Bahnhof | 68,8 | Kreiensen (Keilbahnhof) ⊙                     | Kreiensen (Keilbahnhof) ⊙                     |
| Strecke · Abzweig geradeaus und ehemals nach links | | ehem. nach Osterode                           | ehem. nach Osterode                           |
| Strecke quer · Kreuzung geradeaus unten · Strecke nach rechts | | nach Holzminden                               | nach Holzminden                               |
| Strecke quer · Abzweig geradeaus und von rechts | 76,8 | von Einbeck Mitte                             | von Einbeck Mitte                             |
| Bahnhof | 76,8 | Einbeck-Salzderhelden ⊙                       | Einbeck-Salzderhelden ⊙                       |
| ehemaliger Haltepunkt / Haltestelle | 82,4 | Edesheim (Leine) ⊙                            | Edesheim (Leine) ⊙                            |
| Strecke von links · Kreuzung geradeaus unten · Strecke quer | | SFS von Hannover                              | SFS von Hannover                              |
| Strecke mit Straßenbrücke · Strecke mit Straßenbrücke | | A 7                                           | A 7                                           |
| | 85,0 | Edesheim (Leine) (Abzw; SFS und NSS)          | Edesheim (Leine) (Abzw; SFS und NSS)          |
| | 86,2 | Edesheim (Leine) Süd (Abzw)                   | Edesheim (Leine) Süd (Abzw)                   |
| Strecke nach rechts · Strecke | | SFS nach Würzburg (SFS umfährt Northeim)      | SFS nach Würzburg (SFS umfährt Northeim)      |
| Brücke über Wasserlauf | | Rhume (Rhumebrücke (91 m))                    | Rhume (Rhumebrücke (91 m))                    |
| Strecke · Strecke von links | | von Nordhausen                                | von Nordhausen                                |
| Bahnhof · Bahnhof | 88,6 | Northeim (Han) (Keilbahnhof) ⊙                | Northeim (Han) (Keilbahnhof) ⊙                |
| Dienststation / Betriebs- oder Güterbahnhof · Dienststation / Betriebs- oder Güterbahnhof | 89,4 | Northeim (Han) Gbf                            | Northeim (Han) Gbf                            |
| Strecke quer · Kreuzung geradeaus unten · Strecke nach rechts | | nach Ottbergen                                | nach Ottbergen                                |
| ehemaliger Haltepunkt / Haltestelle | 92,0 | Sudheim ⊙                                     | Sudheim ⊙                                     |
| Strecke von rechts · Strecke | | SFS von Hannover (SFS umfährt Northeim)       | SFS von Hannover (SFS umfährt Northeim)       |
| Strecke mit Straßenbrücke · Strecke mit Straßenbrücke | | B 3                                           | B 3                                           |
| Dienststation / Betriebs- oder Güterbahnhof · Bahnhof | 97,8 | Nörten-Hardenberg ⊙                           | Nörten-Hardenberg ⊙                           |
| Strecke · Abzweig geradeaus und ehemals nach links | | ehem. Strecke zum Kalischacht Reyershausen    | ehem. Strecke zum Kalischacht Reyershausen    |
| Strecke · ehemaliger Bahnhof | 101,7 | Bovenden ⊙                                    | Bovenden ⊙                                    |
| Tunnel · Tunnel | | Bovender Deckel (400 m)                       | Bovender Deckel (400 m)                       |
| Kreuzung geradeaus unten · Kreuzung (Querstrecke außer Betrieb) · Strecke von rechts (außer Betrieb) | | von Bodenfelde, ehem. eigenes Gleis           | von Bodenfelde, ehem. eigenes Gleis           |
| Strecke · Dienststation / Betriebs- oder Güterbahnhof · Dienststation / Betriebs- oder Güterbahnhof (Strecke außer Betrieb) | 105,4 | Göttingen Gbf Nord (ehem. Einfahrgruppe)      | Göttingen Gbf Nord (ehem. Einfahrgruppe)      |
| Strecke mit Straßenbrücke · Strecke mit Straßenbrücke · Strecke mit Straßenbrücke (Strecke außer Betrieb) | | B 27 (ehem. Bundesautobahn 388)               | B 27 (ehem. Bundesautobahn 388)               |
| Strecke · Dienststation / Betriebs- oder Güterbahnhof · Betriebs-/Güterbahnhof Strecke bis hier außer Betrieb | 106,6 | Göttingen Gbf                                 | Göttingen Gbf                                 |
| Bahnhof · Bahnhof · Kopfbahnhof Streckenende · Kopfbahnhof Streckenanfang (Strecke außer Betrieb) | 108,1 | Göttingen ⊙                                   | Göttingen ⊙                                   |
| Brücke · Brücke · Bahnübergang (Strecke außer Betrieb) | | B 3                                           | B 3                                           |
| Strecke · Strecke · Strecke nach links (außer Betrieb) | | ehem. Gartetalbahn n. Duderstadt (Schmalspur) | ehem. Gartetalbahn n. Duderstadt (Schmalspur) |
| Strecke · Abzweig geradeaus und ehemals nach links | | ehem. Trasse nach Bebra (bis 1922)            | ehem. Trasse nach Bebra (bis 1922)            |
| Brücke über Wasserlauf · Brücke über Wasserlauf | | Leine                                         | Leine                                         |
| Strecke · Abzweig ehemals geradeaus und nach links | | nach Bebra (ab 1922)                          | nach Bebra (ab 1922)                          |
| Blockstelle · Blockstelle (Strecke außer Betrieb) | (110,6) | Göttingen-Siekweg (Abzw)                      | Göttingen-Siekweg (Abzw)                      |
| Strecke nach links · Kreuzung (Strecke geradeaus außer Betrieb) | | SFS nach Würzburg                             | SFS nach Würzburg                             |
| Brücke (Strecke außer Betrieb) | 112,1 | A 7                                           | A 7                                           |
| Bahnübergang (Strecke außer Betrieb) | 113,0 | B 3 (Dransfelder Str.)                        | B 3 (Dransfelder Str.)                        |
| Haltepunkt / Haltestelle (Strecke außer Betrieb) | 113,1 | Groß Ellershausen                             | Groß Ellershausen                             |
| Strecke mit Straßenbrücke (Strecke außer Betrieb) | 114,8 | B 3                                           | B 3                                           |
| Bahnübergang (Strecke außer Betrieb) | 119,2 | B 3 (Rischenkrug)                             | B 3 (Rischenkrug)                             |
| Abzweig geradeaus und von links (Strecke außer Betrieb) | 123,2 | Basaltwerk                                    | Basaltwerk                                    |
| Abzweig geradeaus und von links (Strecke außer Betrieb) | 123,6 | Raiffeisen                                    | Raiffeisen                                    |
| Bahnhof (Strecke außer Betrieb) | 123,8 | Dransfeld ⊙                                   | Dransfeld ⊙                                   |
| Bahnübergang (Strecke außer Betrieb) | 128,0 | Wellersen B 3 (Bk)                            | Wellersen B 3 (Bk)                            |
| Bahnhof (Strecke außer Betrieb) | 132,1 | Oberscheden ⊙                                 | Oberscheden ⊙                                 |
| Tunnel (Strecke außer Betrieb) | 135,9 | Volkmarshäuser Tunnel (325 m)                 | Volkmarshäuser Tunnel (325 m)                 |
| Haltepunkt / Haltestelle (Strecke außer Betrieb) | 136,2 | Volkmarshausen                                | Volkmarshausen                                |
| Haltepunkt / Haltestelle (Strecke außer Betrieb) | 140,5 | Münden Nord ⊙                                 | Münden Nord ⊙                                 |
| Abzweig geradeaus und nach links (Strecke außer Betrieb) | 140,8 | Privatanschluss                               | Privatanschluss                               |
| Abzweig geradeaus und von rechts (Strecke außer Betrieb) | 141,0 | Hafenbahn Weserumschlagstelle                 | Hafenbahn Weserumschlagstelle                 |
| Brücke über Wasserlauf (Strecke außer Betrieb) | 141,3 | Werratalbrücke Münden und B 80                | Werratalbrücke Münden und B 80                |
| Abzweig ehemals geradeaus und von links | 142,0 | Strecke von Halle (Saale)                     | Strecke von Halle (Saale)                     |
| Bahnhof | 142,0 | Hann Münden ⊙                                 | Hann Münden ⊙                                 |
| ehemalige Blockstelle | 144,8 | Bonaforth (Anst)                              | Bonaforth (Anst)                              |
| ehemaliger Haltepunkt / Haltestelle | 148,7 | Wilhelmshausen ⊙                              | Wilhelmshausen ⊙                              |
| Bahnhof | 151,4 | Staufenberg-Speele⊙ (ehem. Speele)            | Staufenberg-Speele⊙ (ehem. Speele)            |
| ehemaliger Haltepunkt / Haltestelle | 155,2 | Kragenhof ⊙                                   | Kragenhof ⊙                                   |
| Grenze auf Brücke über Wasserlauf | | Fulda, Landesgrenze Niedersachsen–Hessen      | Fulda, Landesgrenze Niedersachsen–Hessen      |
| Abzweig geradeaus und von links | | SFS von Hannover (höhenfrei)                  | SFS von Hannover (höhenfrei)                  |
| Bahnhof | 157,6 | Fuldatal-Ihringshausen ⊙                      | Fuldatal-Ihringshausen ⊙                      |
| Abzweig geradeaus, nach links und ehemals nach rechts · Strecke von rechts | | nach Espenau-Mönchehof (höhenfrei, gepl.)     | nach Espenau-Mönchehof (höhenfrei, gepl.)     |
| Strecke von rechts · Strecke · Haltepunkt / Haltestelle | 161,3 | Vellmar-Niedervellmar (Abzw Hp) ⊙             | Vellmar-Niedervellmar (Abzw Hp) ⊙             |
| Abzweig geradeaus und nach halblinks · Strecke nach halbrechts · Strecke | | Verbindungsstrecke von Warburg                | Verbindungsstrecke von Warburg                |
| Abzweig geradeaus und von halblinks · Strecke von halbrechts · Strecke | | Abzw. Kassel Nordwest                         | Abzw. Kassel Nordwest                         |
| Strecke · Dienststation / Betriebs- oder Güterbahnhof · Dienststation / Betriebs- oder Güterbahnhof | 162,4 | Kassel Rbf Nord                               | Kassel Rbf Nord                               |
| Strecke · Dienststation / Betriebs- oder Güterbahnhof · Strecke | 163,8 | Kassel Rbf                                    | Kassel Rbf                                    |
| Abzweig quer und nach rechts · Abzweig geradeaus und nach rechts · Strecke | | SFS nach Würzburg                             | SFS nach Würzburg                             |
| Strecke nach links · Kreuzung geradeaus oben | | Güterstrecke nach Kassel-Unterstadt           | Güterstrecke nach Kassel-Unterstadt           |
| Strecke quer · Abzweig quer und von rechts · Abzweig geradeaus und von rechts | | von Kassel-Wilhelmshöhe                       | von Kassel-Wilhelmshöhe                       |
| Abzweig quer und von rechts · Abzweig geradeaus und von rechts · Strecke | | von Warburg                                   | von Warburg                                   |
| Grenze mit U-Bahn · Strecke · Strecke | | Systemwechsel 15 kV~ / 600 V=                 | Systemwechsel 15 kV~ / 600 V=                 |
| U-Bahn-Bahnhof · Kopfbahnhof Streckenende · Kopfbahnhof Streckenende | 166,2 | Kassel Hbf ⊙                                  | Kassel Hbf ⊙                                  |
| U-Bahn-Strecke geradeaus (im Tunnel) | | RegioTram Kassel                              | RegioTram Kassel                              |

Die Hannöversche Südbahn, auch Bahnstrecke Hannover–Kassel, ist eine zweigleisige, elektrifizierte Hauptbahn in Niedersachsen und Hessen. Sie verläuft von Hannover über Göttingen und Hann. Münden nach Kassel.

## Geschichte

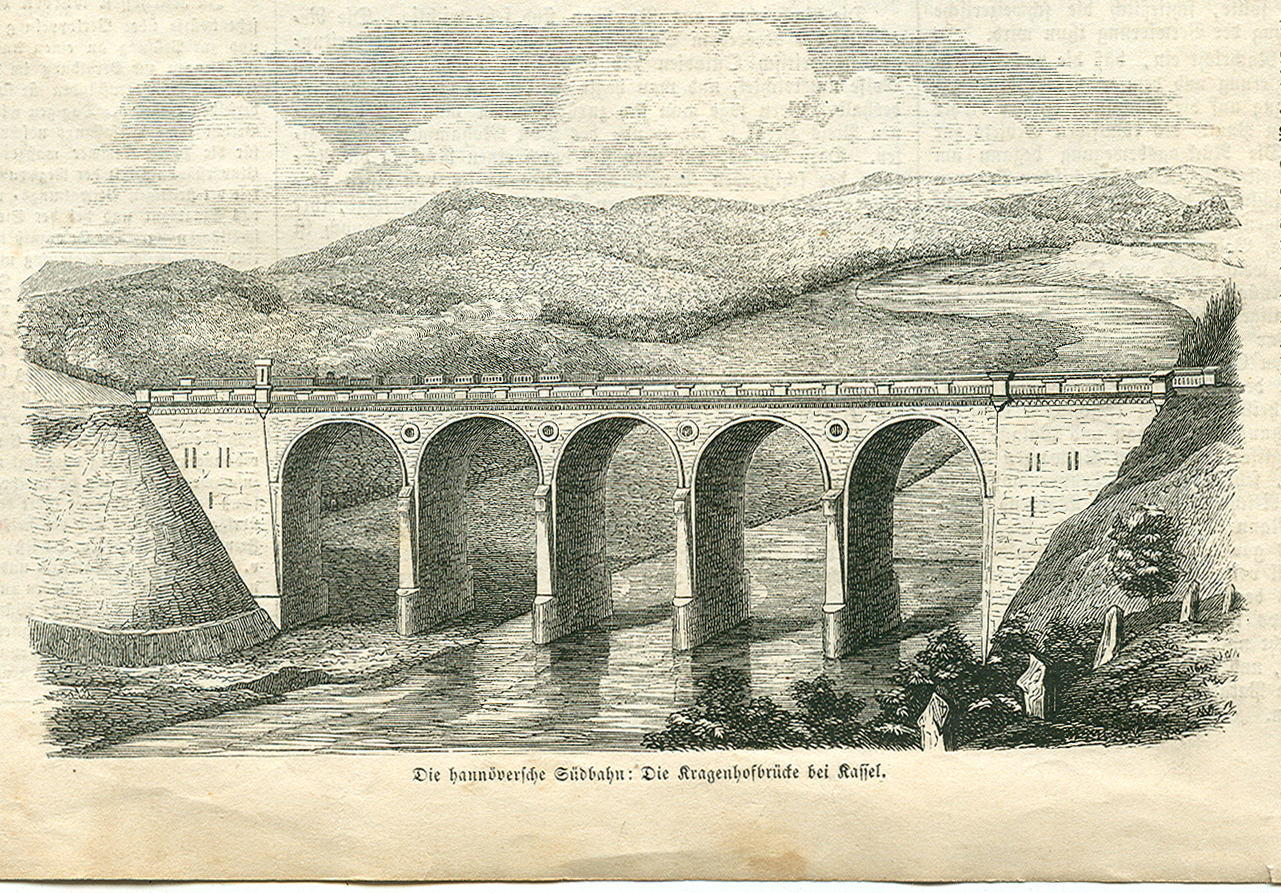
1856: Die hannöversche Südbahn: Die Kragenhofbrücke bei Kassel; Holzstich aus der Illustrirten Zeitung

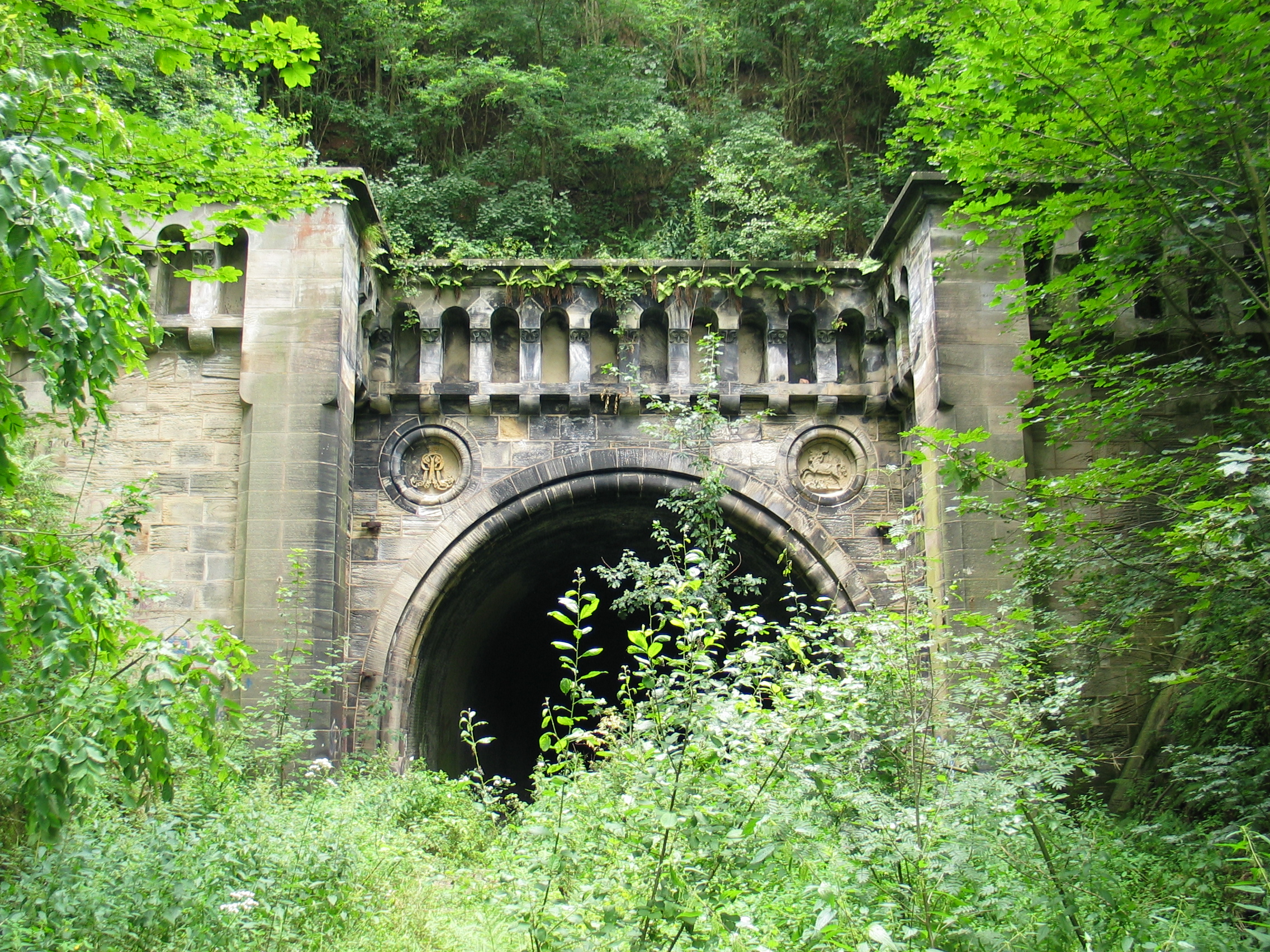
Zuwachsendes Südportal des Volkmarshäuser Tunnels

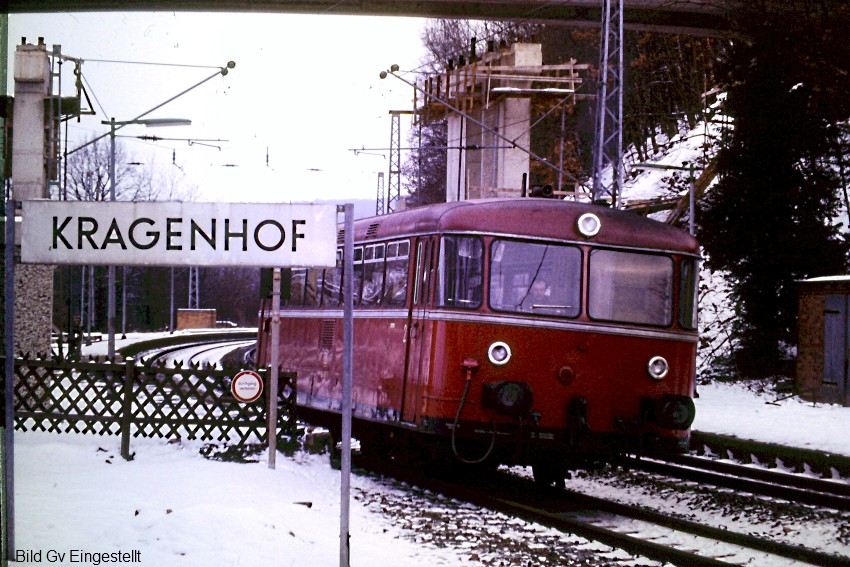
Schienenbus im ehemaligen Haltepunkt Kragenhof (Brücke) nahe Spiekershausen

Für den Bau einer Eisenbahn von Hannover in den Süden des Königreiches setzte sich 1846 der Stadtsyndikus von Göttingen, Ferdinand Oesterley, ein. 1847 leistete auch Rudolph Berg Vorarbeiten für die „Verbindung Hannover-Kassel“. Ihre nördlichen Abschnitte Hannover–Alfeld und Alfeld–Göttingen wurden am 1. Mai 1853 bzw. am 31. Juli 1854 eröffnet und sind als Teil der einst wichtigen Nord-Süd-Strecke weiterhin in Betrieb. Der südliche Streckenabschnitt von Göttingen nach Hann. Münden, auch bekannt als Dransfelder Rampe, wurde am 8. Mai 1856 eröffnet und in Teilen von 1980 bis 1995 stillgelegt. Der Anschluss von Hann. Münden bis Kassel wurde noch 1856 eröffnet, er ist weiterhin als Teil der Hannöverschen Südbahn in Betrieb.
Der Begriff Hannöversche Südbahn wurde mit der preußischen Annexion 1866 hinfällig, ist jedoch von Eisenbahnfreunden in den heutigen Sprachgebrauch übernommen. Inzwischen wird der größte Abschnitt von Hannover nach Göttingen der Nord-Süd-Strecke zugerechnet.
Obwohl die Gesamtstrecke bis Kragenhof (kurz vor Kassel) mit Ausnahme des braunschweigischen Ortes Kreiensen vollständig auf hannöverschem und heute niedersächsischem Gebiet lag, wurden die beiden Streckenteile Hannover–Göttingen und Göttingen–Hann. Münden betrieblich unterschiedlich behandelt. Der Abschnitt Elze–Kassel gehörte bis 1945 zur Reichsbahndirektion Kassel, seitdem gehört der Abschnitt Elze–Hann. Münden zur Reichsbahndirektion/Bundesbahndirektion Hannover. Nach Auflösung der Direktion Kassel gehörte der Abschnitt Hann. Münden–Kassel zur Bundesbahndirektion Frankfurt/M. Ab Mitte der 1960er Jahre erhielten die Streckenteile unterschiedliche Kursbuchnummern (Hannover–Göttingen: 202/250; Göttingen–Hann. Münden: 202a/257).
Bis in die 1960er Jahre war diese Strecke auf ganzer Länge eine der wichtigsten Hauptverbindungen Deutschlands. Durch die Grenzziehung nach dem Zweiten Weltkrieg verlagerten sich die Verkehrsströme in Nord-Süd-Richtung, was sich neben den Rheinstrecken Köln–Frankfurt auch auf dieser Nord-Süd-Verbindung bemerkbar machte. Dies änderte sich zumindest für die Dransfelder Rampe, als 1963 die Nord-Süd-Strecke Hannover–Gemünden (Main) und 1964 die davon abzweigende Werratalstrecke Kassel–Hann. Münden–Eichenberg elektrifiziert wurden. Der Abschnitt Göttingen–Dransfeld–Hann. Münden blieb ohne Fahrdraht. Die Züge nahmen fortan den zwar acht Kilometer längeren, aber wesentlich steigungsärmeren und elektrifizierten Weg über Eichenberg. Der Dransfelder Rampe blieben werktags drei Nahverkehrszüge pro Richtung, 1980 wurde der Personenverkehr auf diesem Abschnitt eingestellt und zwei Jahre später mit dem Abbau der Gleise zwischen Göttingen und Dransfeld begonnen. Der Restabschnitt diente von Hann. Münden aus noch 10 bis 15 Jahre als Güteranschlussgleis, bis auch hier Stilllegung und teilweiser Gleisabbau folgten. Damit war die Hannöversche Südbahn im Abschnitt Göttingen–Hann. Münden unterbrochen.
Angesichts der stetig steigenden Belastung der Strecke wurde die Strecke in den 1960er-Jahren auch mit neuer Stellwerkstechnik und zusätzlichen Überholgleisen versehen und der Oberbau verstärkt. Die weiter steigende Belastung mündete in Diskussionen zum Bau einer Neubaustrecke.
Mit Einführung des stündlichen Intercity-Verkehrs war der verbliebene Abschnitt Hannover–Göttingen chronisch überlastet. IC teilten sich die Strecke mit D-, Eil- und Nahverkehrs- sowie Güterzügen. Nicht selten folgten einander mehrere Züge im Blockabstand. Kassel wurde aufgrund seines Kopfbahnhofs vom IC-Netz abgetrennt, die Züge nahmen von Göttingen den Weg über Bebra.
Im Zuge der Errichtung der Schnellfahrstrecke Hannover–Würzburg wurde die Hannöversche Südbahn im Bereich der Northeimer Kiesseen nach Osten verlegt. Erst nachdem der Betrieb auf dem verlegten Streckenabschnitt im November 1985 aufgenommen worden war, konnten die Bauarbeiten an der Neubaustrecke beginnen. Im Stadtgebiet Hannover und Laatzen wurden neun Bahnübergänge im Zuge des Schnellfahrstreckenbaus beseitigt. Auch im gemeinsamen Abschnitt nördlich von Göttingen (bis Edesheim) wurden mehrere Bahnübergänge aufgehoben. In den Jahren 1978 und 1979 wurden die Planfeststellungsbeschlüsse für die notwendigen Ersatzanlagen in diesem Abschnitt erlassen.

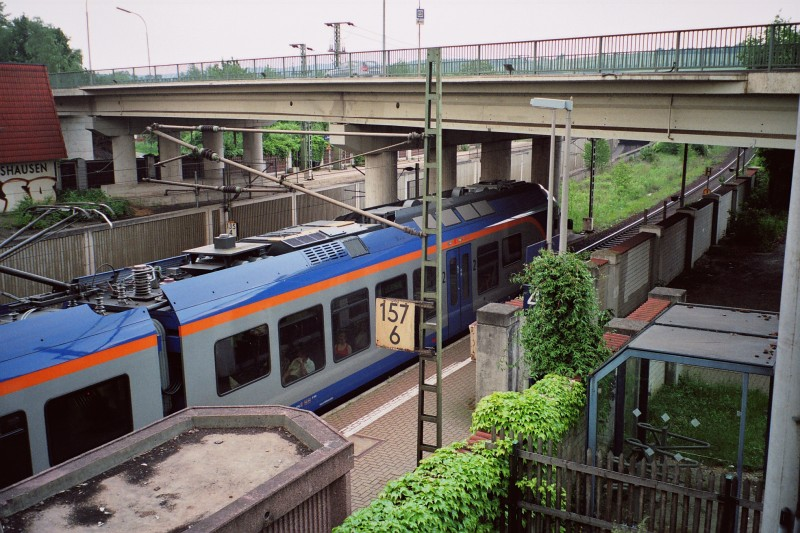
Bahnhof Fuldatal-Ihringshausen mit Cantus-Triebwagen. Die Bundesbahn beabsichtigte nach dem Bau der Schnellfahrstrecke (im Trog) auf diese Station zu verzichten.

Als 1991 die Schnellfahrstrecke Hannover–Würzburg, die zwischen Hannover und Göttingen in einigen Bereichen parallel zur Hannöverschen Südbahn verläuft und mehrere Anschlussmöglichkeiten zu dieser bietet, auf ihrer gesamten Länge eröffnet wurde, büßte auch der Nordabschnitt die wichtigsten Fernverbindungen ein. IC-Verbindungen führten fortan über die Schnellfahrstrecke und wurden zunehmend auch in ICE-Verbindungen umgewandelt. Interregio- und Schnellzüge nahmen hingegen weiterhin den Weg auf der alten Strecke. Die Interregio-Züge wurden mittlerweile in IC umgewandelt. Da die Schnellfahrstrecke ab 23:00 Uhr allein dem Güterverkehr vorbehalten ist, nimmt ein von Göttingen fahrender ICE den längeren Weg über die Hannöversche Südbahn. Auch Kassel erhielt mit dem Fernbahnhof Wilhelmshöhe Anschluss an das Hochgeschwindigkeitsnetz.

## Betrieb

### Hannover–Göttingen

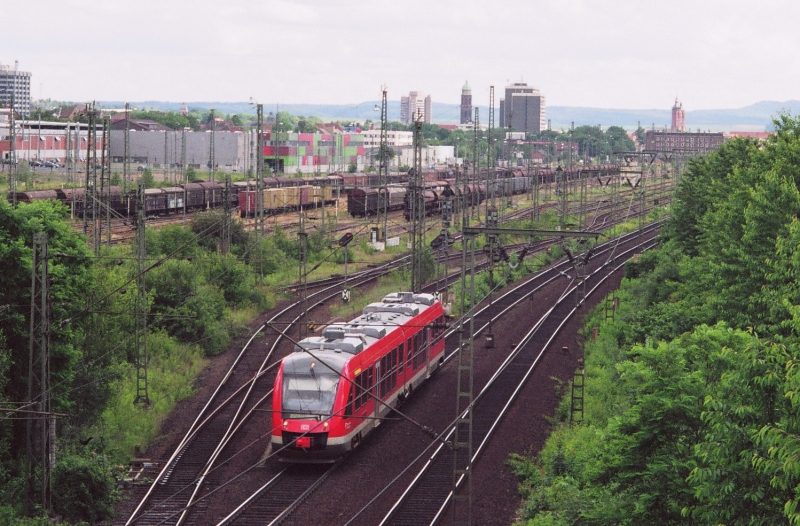
Ein Triebwagen Richtung Nordhausen (Südharzstrecke) verlässt den Bahnhof Göttingen.

Während sich der ICE-Fernverkehr fast ausschließlich auf der Schnellfahrstrecke abspielt, verkehrten bis zum Fahrplanwechsel im Dezember 2009 im Zweistundentakt die nunmehr zu „Intercity“ umbezeichneten, ehemaligen Interregio-Züge Stralsund–Karlsruhe. Zum Fahrplanwechsel 2009 wurde diese IC-Linie von einzelnen Zügen abgesehen zwischen Hannover und Göttingen auf die Schnellfahrstrecke verlegt, womit die Halte in Northeim, Kreiensen und Alfeld entfallen sind; auf der Bestandsstrecke verkehrt (Stand: Fahrplanjahr 2011) nur noch ein IC-Zugpaar täglich.
Seit Dezember 2005 bedient der Metronom der gleichnamigen Eisenbahngesellschaft im angenäherten Stundentakt den Regionalverkehr der Relation von Hamburg über Uelzen und Hannover nach Göttingen, dieser ersetzt (bis auf den Abschnitt von Hannover über Sarstedt nach Hildesheim) alle Regionalzüge der Deutschen Bahn. Die Verbindung von Löhne über Hameln, Elze und Nordstemmen nach Hildesheim wurde von 2003 bis zum Fahrplanwechsel im Dezember 2011 von der eurobahn befahren. Seit 2011 hat die NordWestBahn die Bedienung von Weserbahn und Lammetalbahn übernommen.
Der Verkehrsvertrag für das Hanse-Netz, zu dem auch die Linie RE 2 (Uelzen–)Hannover–Göttingen gehört, wurde vorzeitig aufgehoben und endet im Juni 2026. Die Landesnahverkehrsgesellschaft Niedersachsen schrieb den Betrieb der Linie RE 2 getrennt von den übrigen Linien des Netzes erneut aus. Im Juli 2025 erhielt DB Regio den Zuschlag.
Im Streckenabschnitt zwischen Hannover und Barnten nutzen auch Züge nach Hildesheim die Hannöversche Südbahn. Seit Dezember 2008 verkehrt die S-Bahn Hannover mit der Linie S 4 zwischen Bennemühlen und Hildesheim. Zusätzlich verkehrt pro Stunde ein Regional-Express von Hannover nach Bad Harzburg. Diese Züge wurden bis Dezember 2014 von DB Regio bedient, seitdem durch die OHE-Tochter erixx.
Nacht- und Autoreisezüge sind ebenfalls auf der „alten“ Strecke unterwegs. Nach wie vor ist die Strecke auch vom Güterverkehr stark frequentiert.

### Göttingen–Kassel

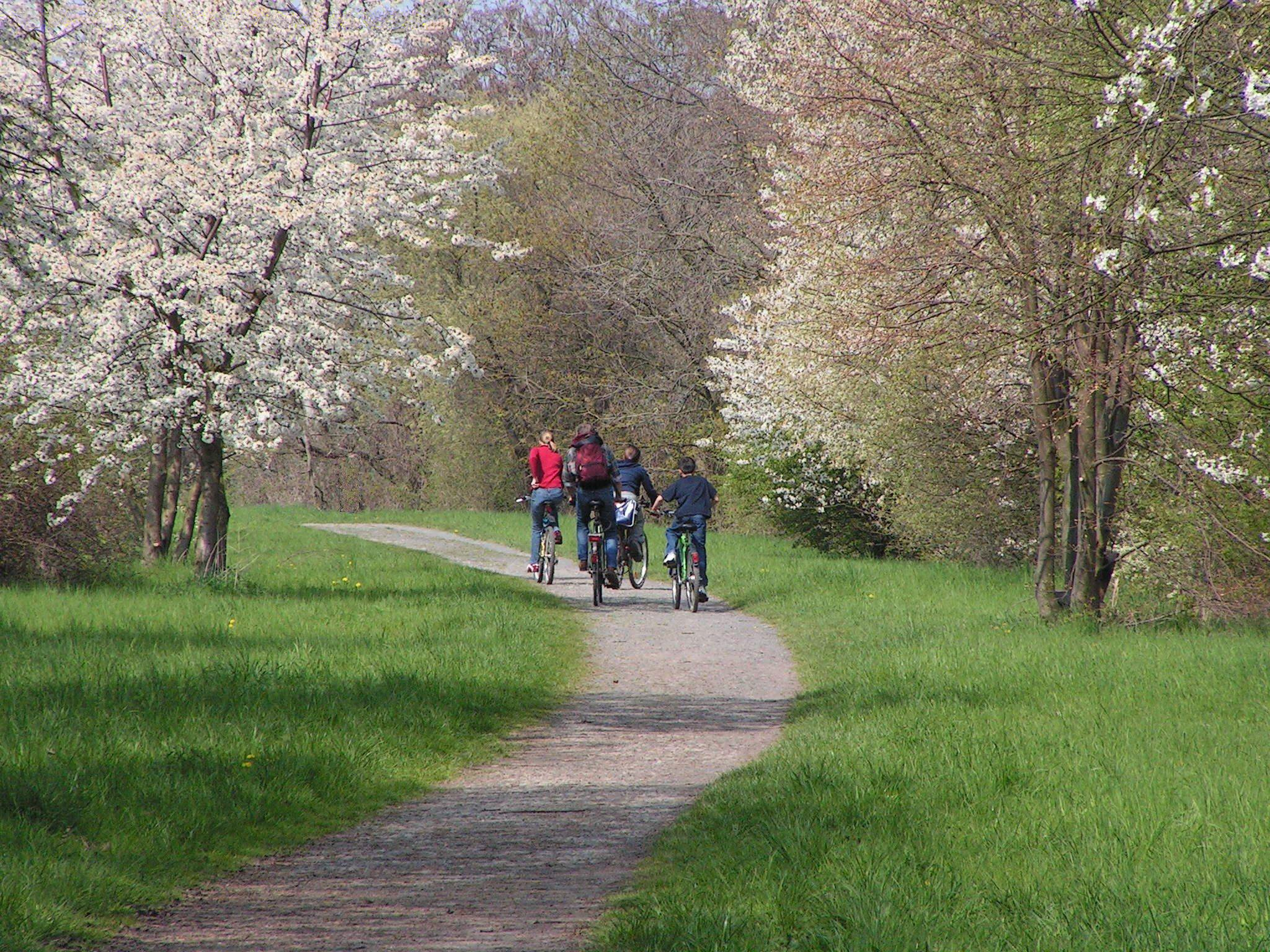
Die zum Bahntrassenradweg umgebaute Strecke auf dem Abschnitt der Dransfelder Rampe

Der ehemalige Streckenabschnitt von Göttingen über Dransfeld nach Hann. Münden ist größtenteils zu einem Fahrradweg umgebaut oder als Fauna-Flora-Habitat-Gebiet ausgewiesen und zugewachsen. Einzelne Grundstücke sind inzwischen mit Wohnhäusern oder Gewerbebauten überbaut.
Nach Einstellung des Personenverkehrs über Dransfeld im Mai 1980 fuhren alle Züge ausschließlich über Eichenberg. Die Anliegerorte der Dransfelder Strecke wurden, wie zuvor auch schon, durch Bahnbusse bedient, im Kursbuch unter der Nummer 2554, heute die RBB-Linie 120.
Im Abschnitt Hann. Münden–Kassel verkehren heute die über Eichenberg kommenden Regionalzüge der cantus Verkehrsgesellschaft von Göttingen sowie bis 2015 die Regionalzüge der DB Regio aus Richtung Erfurt/Halle (Saale). Auch hier findet reger Güterverkehr statt. Seit Dezember 2015 befährt der RE 9 der Abellio Rail Mitteldeutschland die Strecke über Hann. Münden und Eichenberg nach Halle (Saale).

## Bildergalerie

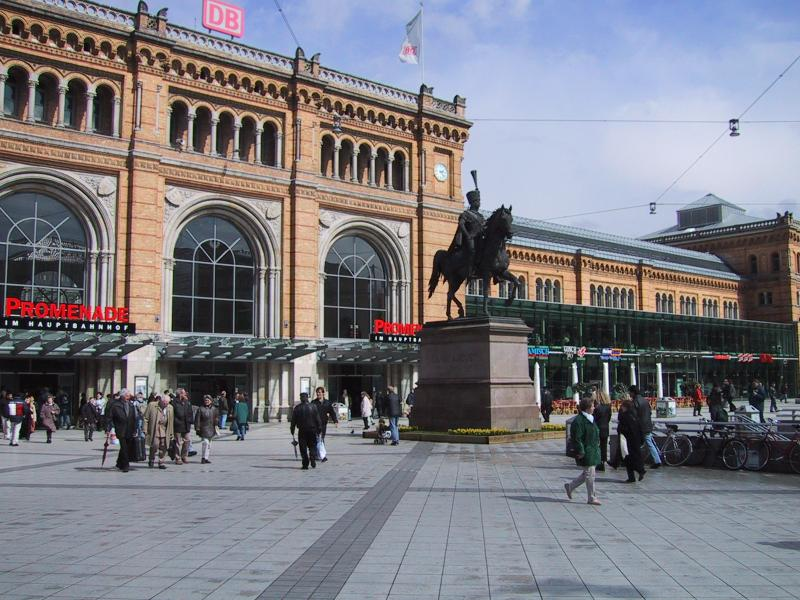
Hannoverscher Hauptbahnhof (mit Ernst-August-Platz)
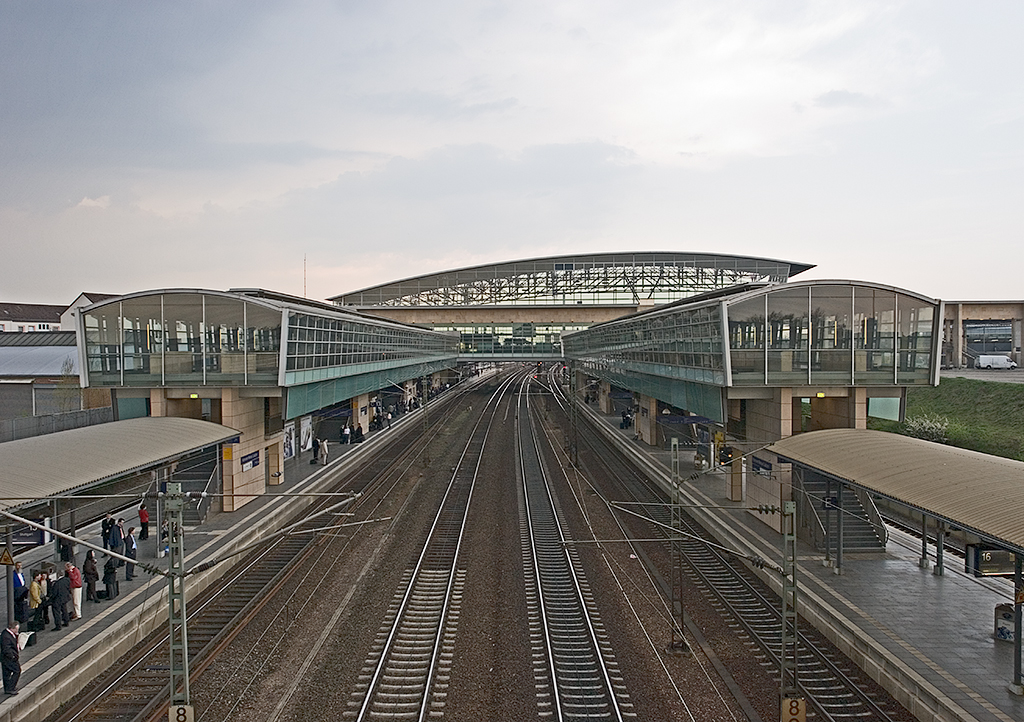
Bahnhof Hannover Messe/Laatzen
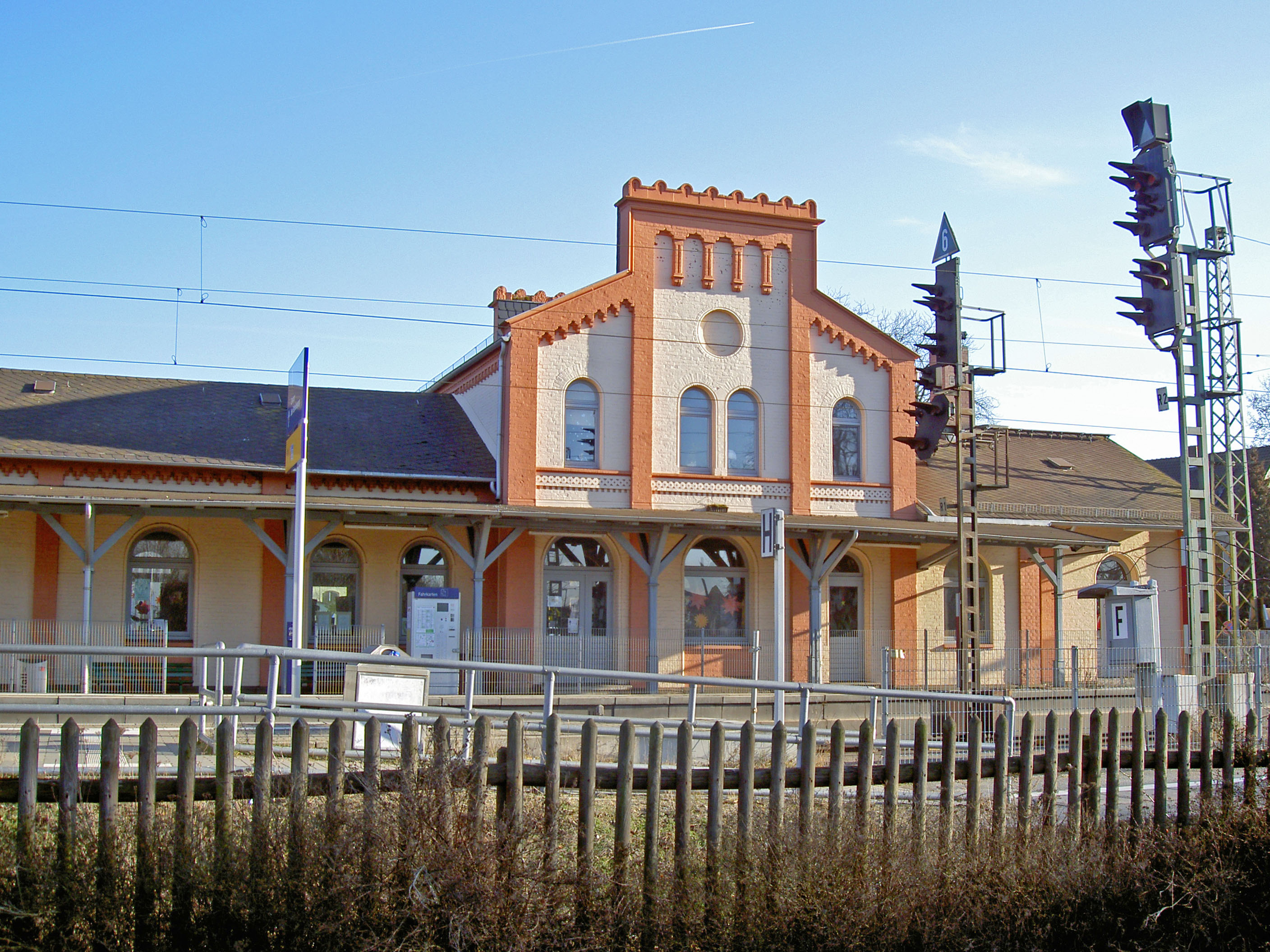
Bahnhof Sarstedt
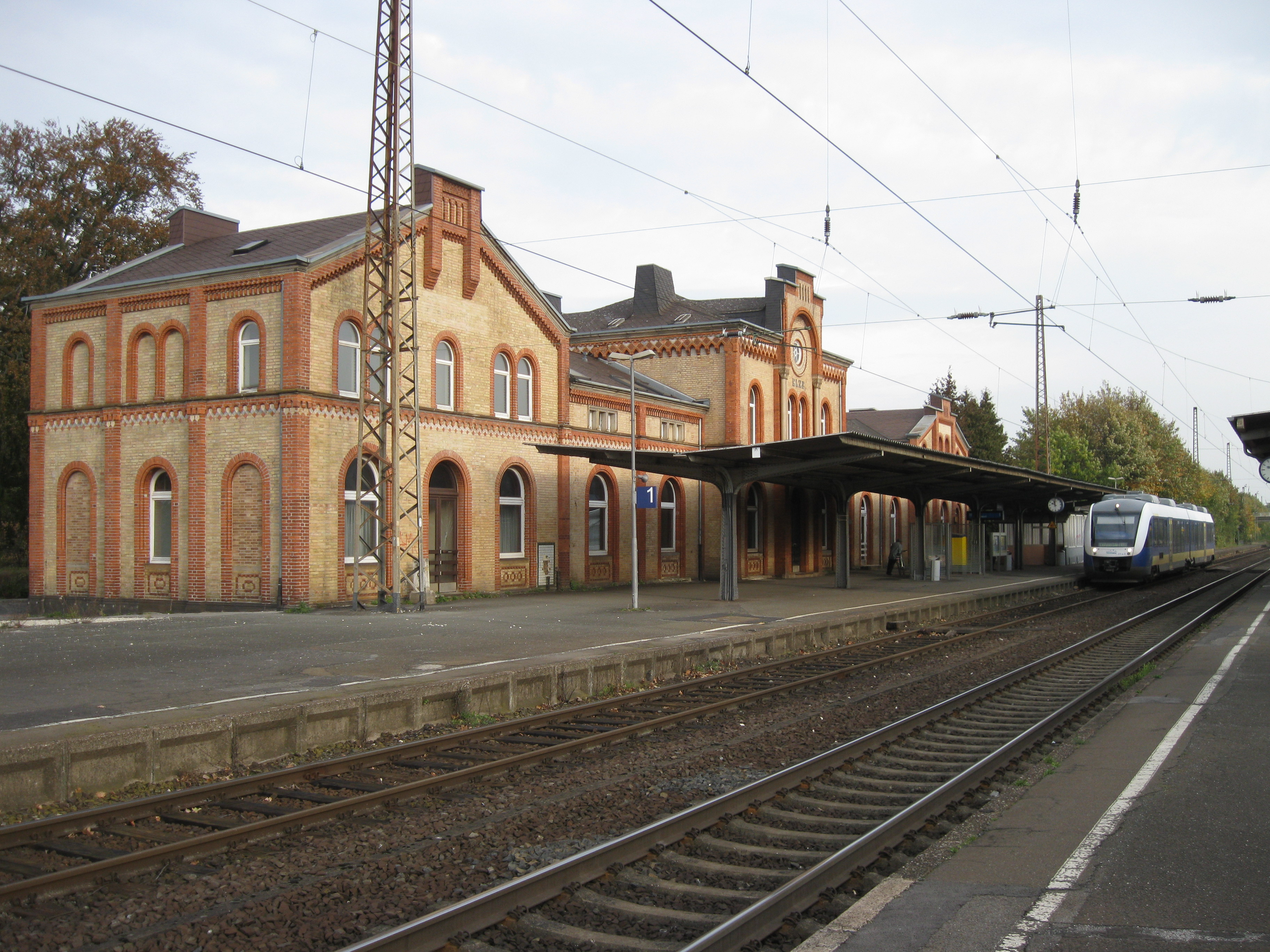
Bahnhof Elze (Han)
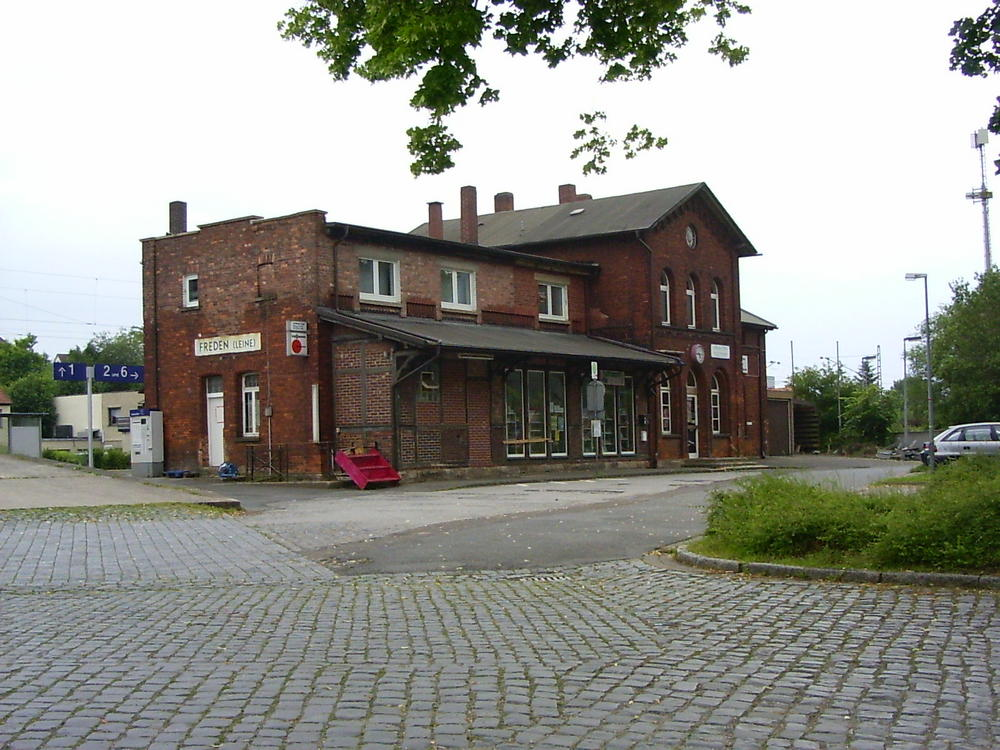
Bahnhof Freden (Leine)
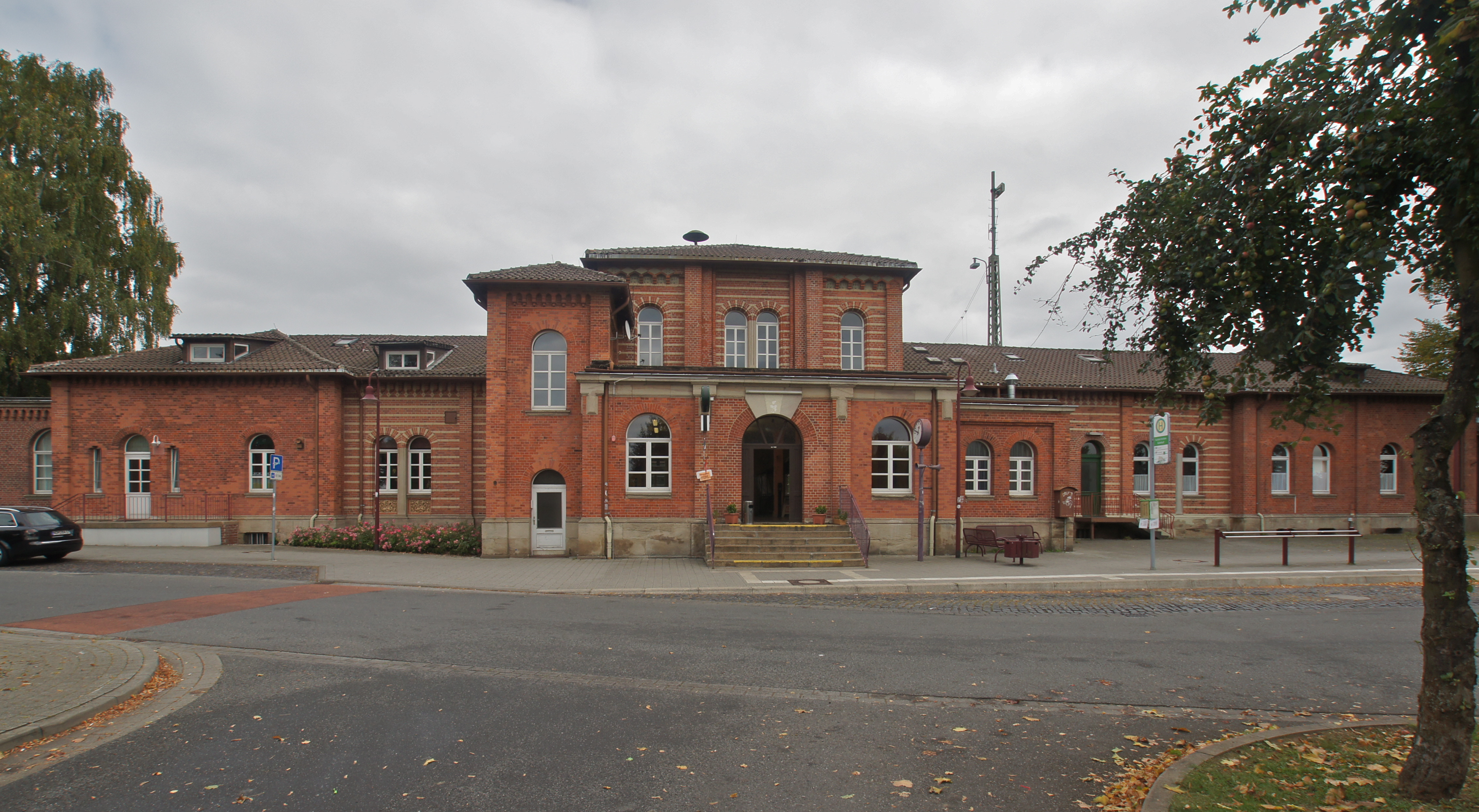
Bahnhof Einbeck-Salzderhelden
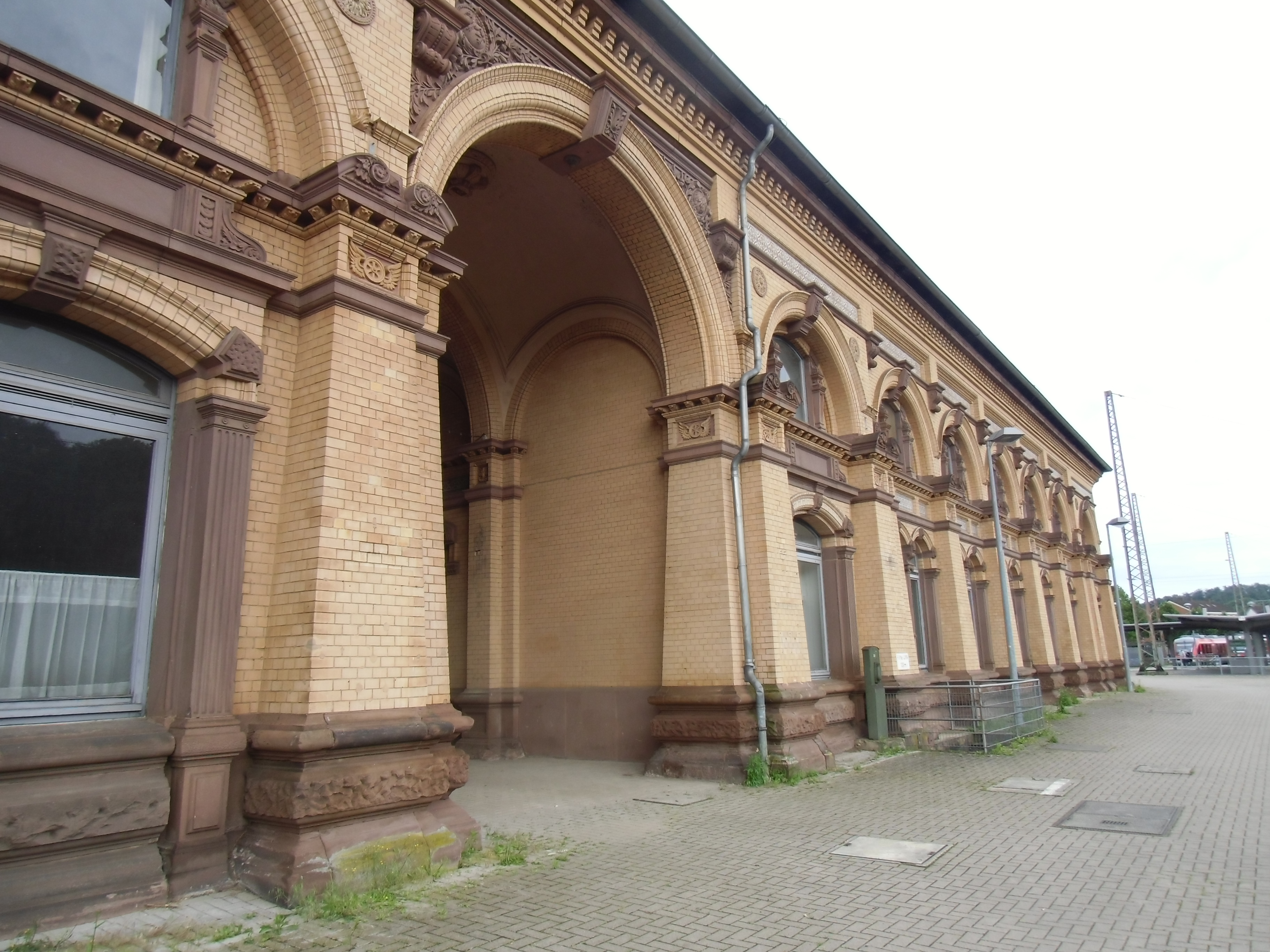
Bahnhof Kreiensen
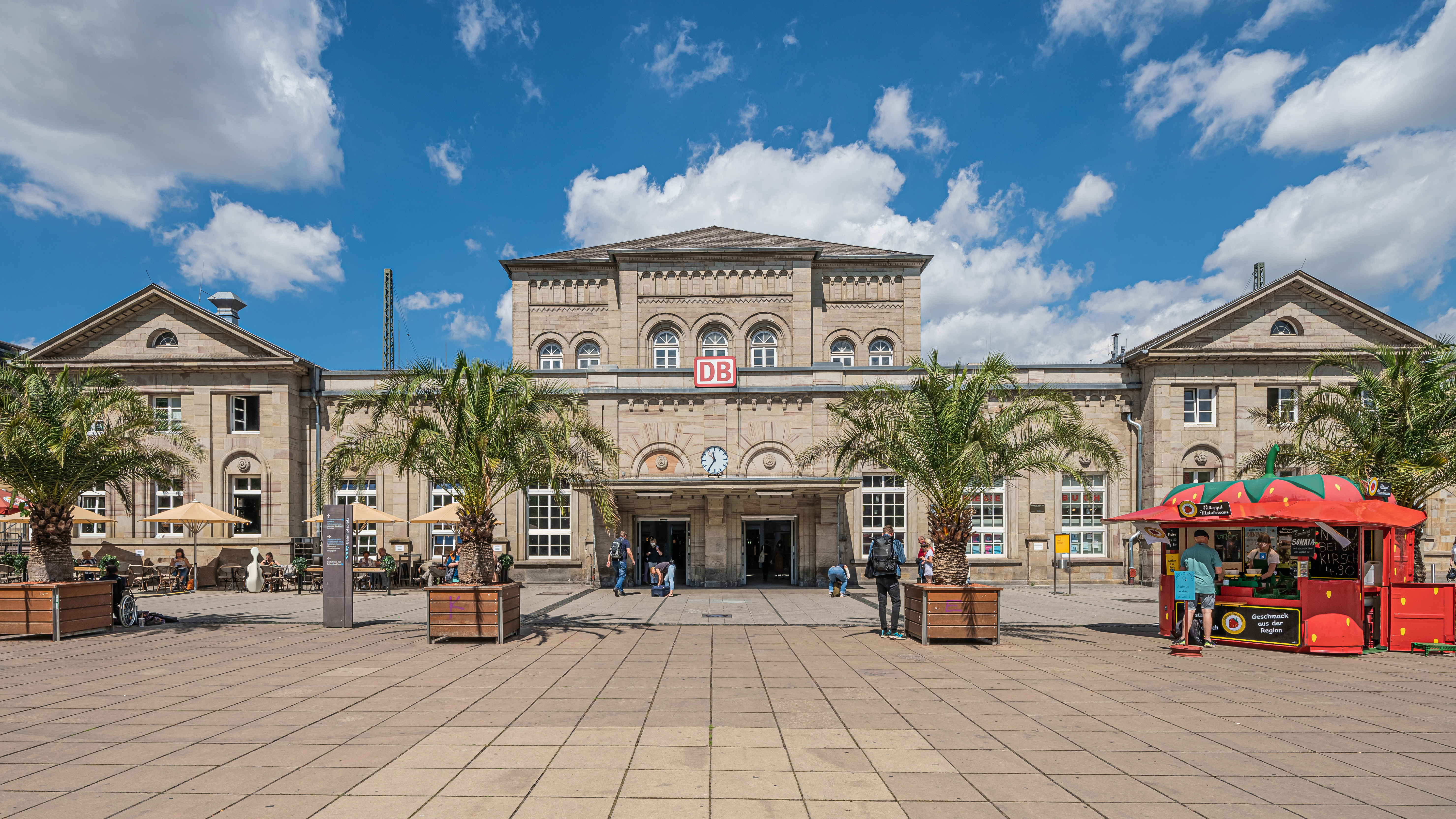
Bahnhof Göttingen
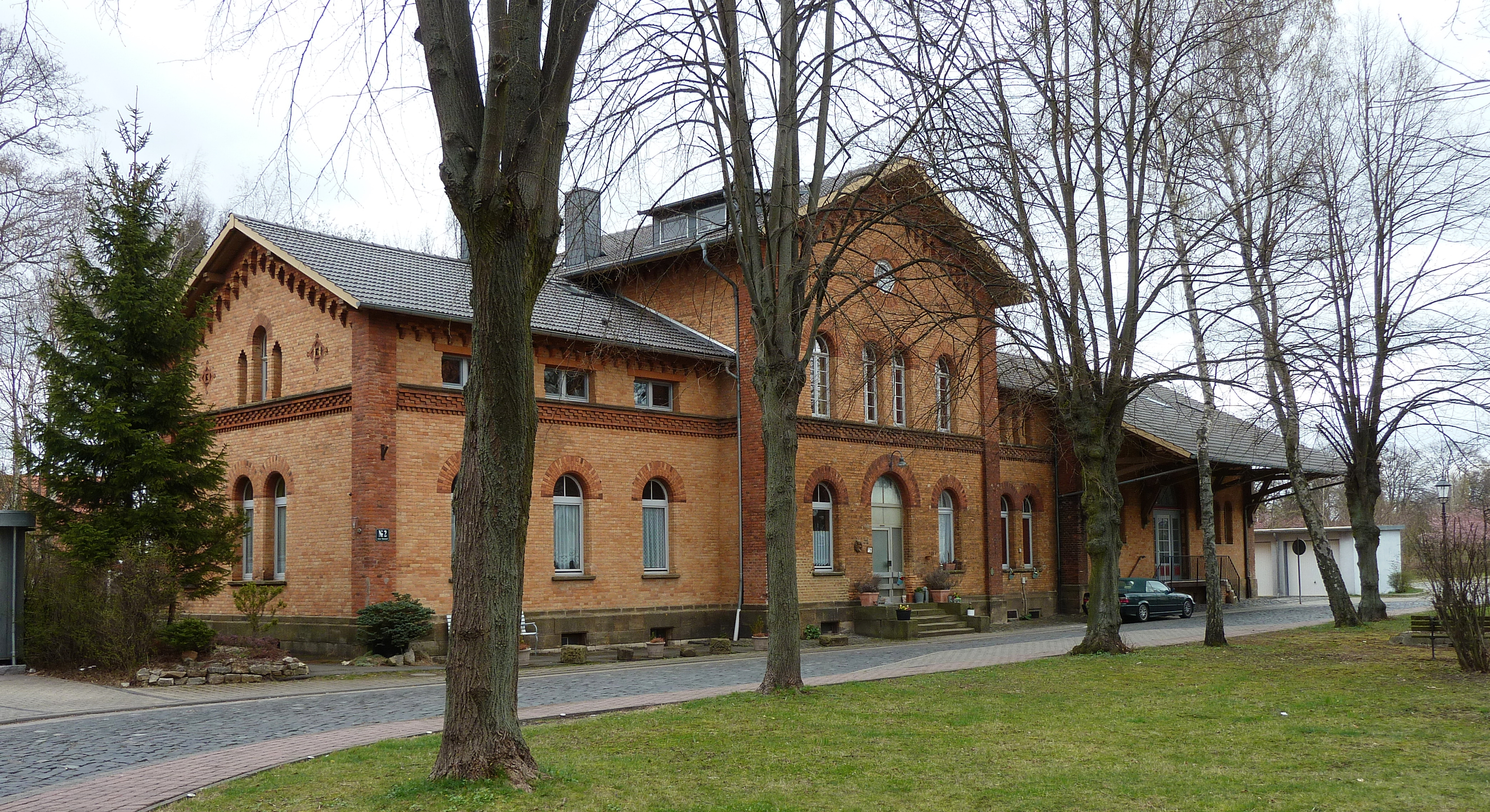
Ehemaliger Bahnhof Dransfeld
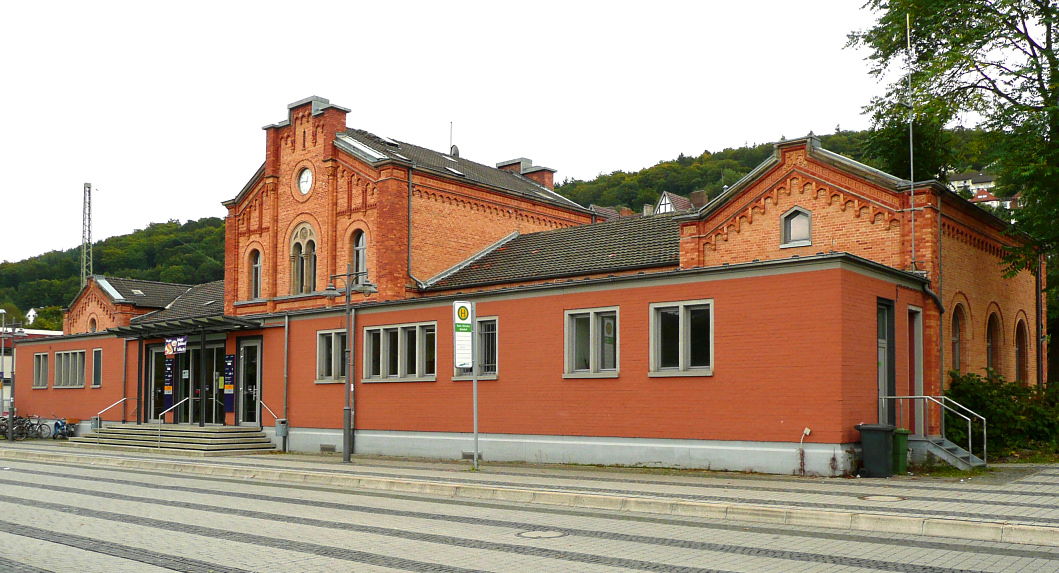
Bahnhof Hann Münden
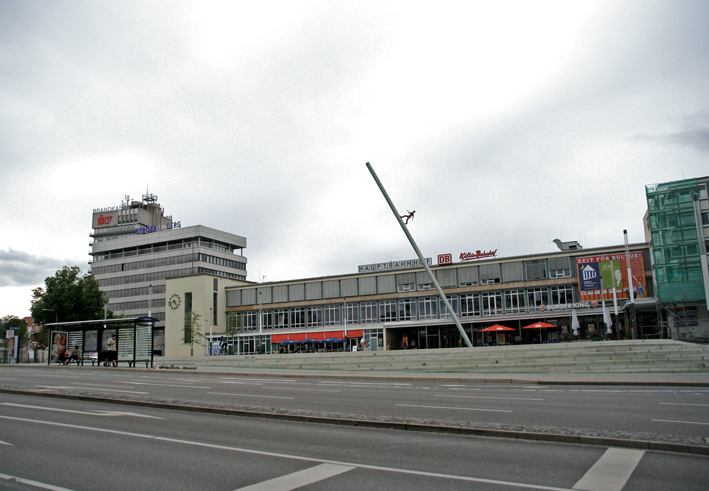
Kassel Hauptbahnhof

## Zukunft
Aufgrund des zunehmenden Güterverkehrs soll der Abschnitt Nordstemmen–Elze dreigleisig ausgebaut sowie ein Überwerfungsbauwerk für Züge der Relation Hameln–Hildesheim errichtet werden. Die Planungen begannen 2022. Der Ausbau ist Teil des Projekts Knoten Hannover, der 2016 zunächst nur in den potentiellen Bedarf des Bundesverkehrswegeplans 2030 aufgenommen wurde. Nachdem die Wirtschaftlichkeit des Vorhabens nachgewiesen war, stufte es das Bundesverkehrsministerium 2018 in den vordringlichen Bedarf hoch. Bis Anfang 2025[veraltet] soll die Vorplanung erstellt werden. Der Abschnitt ist Teil des Skandinavien-Mittelmeer-Korridors der Transeuropäischen Verkehrsnetze.